# Robert M. Anderson
Robert Moon Anderson (* 10. Dezember 1824; † 17. September 1878) war ein US-amerikanischer Politiker. Zwischen 1856 und 1858 war er Vizegouverneur des Bundesstaates Kalifornien.
Die Quellenlage über Robert Anderson ist sehr schlecht. Weder sein Geburts- noch sein Sterbeort sind überliefert. Sicher ist, dass er in den 1850er Jahren in Kalifornien lebte und Mitglied der American Party war. Im Jahr 1851 wurde er an der Seite von John Neely Johnson zum Vizegouverneur von Kalifornien gewählt. Dieses Amt bekleidete er zwischen 1856 und 1858. Dabei war er Stellvertreter des Gouverneurs und Vorsitzender des Staatssenats. Nach dem Ende seiner Zeit als Vizegouverneur verliert sich seine Spur wieder. In den Quellen wird nur noch berichtet, dass er am 17. September 1878 starb.